# Richard Blankenhorn
Richard Blankenhorn (* 4. April 1886 in Fronhofen; † 10. Januar 1968 in Ehingen) war ein deutscher Politiker (NSDAP) und ab 1931 Kreisleiter der NSDAP im Landkreis Ehingen. Von April 1932 bis Oktober 1933 war er auch Mitglied des Landtags von Württemberg. Im Jahr 1946 wurde er im Rahmen seines Entnazifizierungsverfahrens als belastet eingestuft.

## Leben
Richard Blankenhorn wurde 1886 als Sohn des Volksschullehrers Matthäus Blankenhorn und seiner Ehefrau Mathilde Blankenhorn, geb. Ensinger, in Fronhofen geboren. Nach dem Besuch der zweiklassigen katholischen Volksschule in Fronhofen verzog die Familie aus beruflichen Gründen des Vaters nach Ehingen, wo er das dortige Gymnasium besuchte. Aufgrund einer Behinderung wurde er vom Militärdienst freigestellt und konnte auch deswegen ein Studium der katholischen Theologie in Tübingen nicht aufnehmen und sich demzufolge auch nicht seinen Berufswunsch Pfarrer erfüllen. Er entschloss sich daher, ein Studium der Altphilologie in Tübingen zu beginnen. Dort wurde er 1907 Mitglied der katholischen Studentenverbindung AV Cheruskia Tübingen im CV. Nach seinem Studium war er als Studienassessor in Ehingen, Rottweil und Ellwangen tätig. 1918 wurde er zum Oberpräzeptor am Realgymnasium und an der Oberrealanstalt in Schwäbisch Hall ernannt. Anschließend wurde er als Studienrat an das Gymnasium in Ehingen versetzt, wo er begann sich politisch zu betätigen.
Im Jahr 1924 trat Blankenhorn der Zentrumspartei bei, wechselte aber rasch zur Deutschnationalen Volkspartei (in Württemberg „Bürgerpartei“), da er dem demokratischen Staat ablehnend gegenüberstand, und trat schließlich zum 1. Januar 1931 der NSDAP bei (Mitgliedsnummer 426.361). Für diese gründete bzw. baute er auch die NSDAP-Ortsgruppe Ehingen mit auf und wurde als Belohnung zum nebenamtlichen Kreisleiter von Ehingen ernannt.
Bei der Landtagswahl am 24. April 1932 kandidierte er auf der Bezirksvorschlagsliste der Kreise Ehingen-Laupheim-Biberach-Münsingen und konnte ein Mandat gewinnen. Mit 23 Abgeordneten stellte die NSDAP nun die stärkste Fraktion im Landtag in Stuttgart und konnte so sehr schnell die Arbeitsfähigkeit des Parlaments lahmlegen. Blankenhorn selbst wurde zum Mitglied im Finanzausschuss gewählt. Scharfe Kritik am Parlamentarismus und an der Demokratie prägten seine Reden im Plenum. Er war jedoch am 15. März 1933 der einzige Abgeordnete der NSDAP, der zur Wahl des Gauleiters Wilhelm Murr zum württembergischen Staatspräsidenten nicht in Parteiuniform erschien.
Die Kreisleitung der NSDAP in Ehingen residierte in der dortigen Oberschaffnei, wo er mit harter Hand regierte und sich auch in kommunale Angelegenheiten einmischte.
Nachdem im Jahr 1934 der bisherige Schulleiter am Ehinger Gymnasium pensioniert wurde, konnte Blankenhorn dessen Nachfolge antreten. 1936 geriet er in einen innerparteilichen Konflikt, da er seine Ehe mit kirchlichem Segen geschlossen hatte, was vielen kirchenfeindlichen NSDAP-Vertretern nicht gefiel. Zudem war man mit seiner Amtsführung unzufrieden, da man sich einen schärferen Kreisleiter wünschte.
Blankenhorn wurde vorgeworfen, einen Befehl des Gauleiters Wilhelm Murr nicht ausgeführt zu haben, und so wurde im Jahr 1937 ein Parteigerichtsverfahren gegen ihn eingeleitet, das aber niedergeschlagen wurde. Im Juni desselben Jahres wurde er dann als Kreisleiter abgelöst und durch den Kreisleiter von Laupheim, Josef Hörmann, ersetzt. Im Dezember trat er aus der Kirche aus und wurde vom Stellvertreter des Führers Rudolf Heß für seine geleisteten Dienste bedankt.
Danach blieb er beim Reichslehrerbund, bei der NS-Volkswohlfahrt und beim Roten Kreuz aktiv. Ab Anfang 1942 bis Kriegsende wurde er auch wieder als Parteiredner eingesetzt.

## Nach Kriegsende
Er geriet nicht sofort in Haft, sondern konnte bis 1946 relativ unbehelligt in Ehingen leben. Jedoch bemerkte die französische Besatzungsmacht die Vergangenheit des Schulleiters und ließ ihn verhaften. Nachdem er in das Internierungslager Balingen eingeliefert wurde, stufte ihn der Säuberungs-Untersuchungsausschuss Ehingen als belastet ein. Dieses Urteil wurde im Jahr 1948 durch das Staatskommissariat für politische Säuberung Württemberg-Hohenzollern in Tübingen bestätigt. Es sah eine Entlassung ohne Bezüge und ferner auf die Dauer von fünf Jahren die Versagung jeglicher politischer Tätigkeit vor. Des Weiteren durfte er nur noch einer gewöhnlichen Arbeit nachgehen und nicht mehr als Lehrer arbeiten. Zudem musste er den Landkreis Ehingen verlassen.
Am 12. Juli 1949 gewährte ihm die Landesregierung von Württemberg-Hohenzollern eine Härtebeihilfe. Im Jahr 1950 wurde er durch einen Revisionsbescheid als Mitläufer eingestuft. Er starb am 10. Januar 1968 in Ehingen.